# Церква святого Юрія (Шибалин)
Церква святого Юрія в Шибалині — парафія і храм греко-католицької громади Бережанського деканату Тернопільсько-Зборівської архієпархії Української греко-католицької церкви в селі Шибалин Тернопільського району Тернопільської области.

## Історія церкви
Греко-католицька громада села Шибалин була офіційно зареєстрована Бережанським райвиконкомом 23 серпня 1990 року. Будівництво храму святого Юрія розпочалося 30 червня 1996 року і тривало до 2003 року.
Архітектором храму був Василь Зорик з Бережан. Значну фінансову та матеріальну підтримку надали:
- Ганна Бідяк з Канади
- о. Зеновій Дідух
- Юрко і Марія Дністрянські
- Німецька благодійна організація «Реновабіс»
- Місцева селянська спілка, а також організації району, доброчинці з навколишніх сіл, парафіяни, представники української діаспори з Канади та Австралії.

Іконостас виготовляє місцевий різьбяр Іван Бороздюк, а стіни частково розписав художник з Бережан Ярослав Крук.
24 серпня 2003 року храм освятив владика Тернопільсько-Зборівської єпархії Михаїл Сабрига у співслужінні з численним духовенством.
Парафія як греко-католицька існувала вже у 1872 році. До 1946 року вона належала до УГКЦ, але після того, як частина жителів залишилася в православ'ї, у 1999 році село розділилося на дві конфесії: УПЦ КП та УГКЦ.
Храм Воскресіння Христового, збудований у 1904–1907 роках і освячений митрополитом Андреєм Шептицьким, нині належить православній громаді. Це змусило греко-католиків збудувати власний храм.
Остання єпископська візитація перед радянським періодом відбулася у 1936 році, її провів єпископ-помічник Львівської архієпархії Іван Бучко.
При парафії діють чоловіче і жіноче братства. На території встановлено хрести на честь скасування панщини, місійний хрест та хрест на честь проголошення незалежності України у 1991 році.

## Парохи
- о. Теодозій Павчук (1870—1880),
- о. Віктор Білінський (1885—1890),
- о. Миколай Садовський (1900—1910),
- о. митрат Дмитро Мигоцький (1918—1944),
- о. Роман Смулка (1944—1979),
- о. Василь Івасюк (1990—1993),
- о. Іван Хрептак,
- о. Богдан Стойко (1993—1997),
- о. Роман Маслій (1997—1998),
- о. Андрій Буняк (1998—2000),
- о. Богдан Думінський (2000),
- о. Зеновій Багрій (2000—2004),
- о. Петро Сташків (2004—2007),
- о. Олег Драган (з грудня 2007).